# Loles León

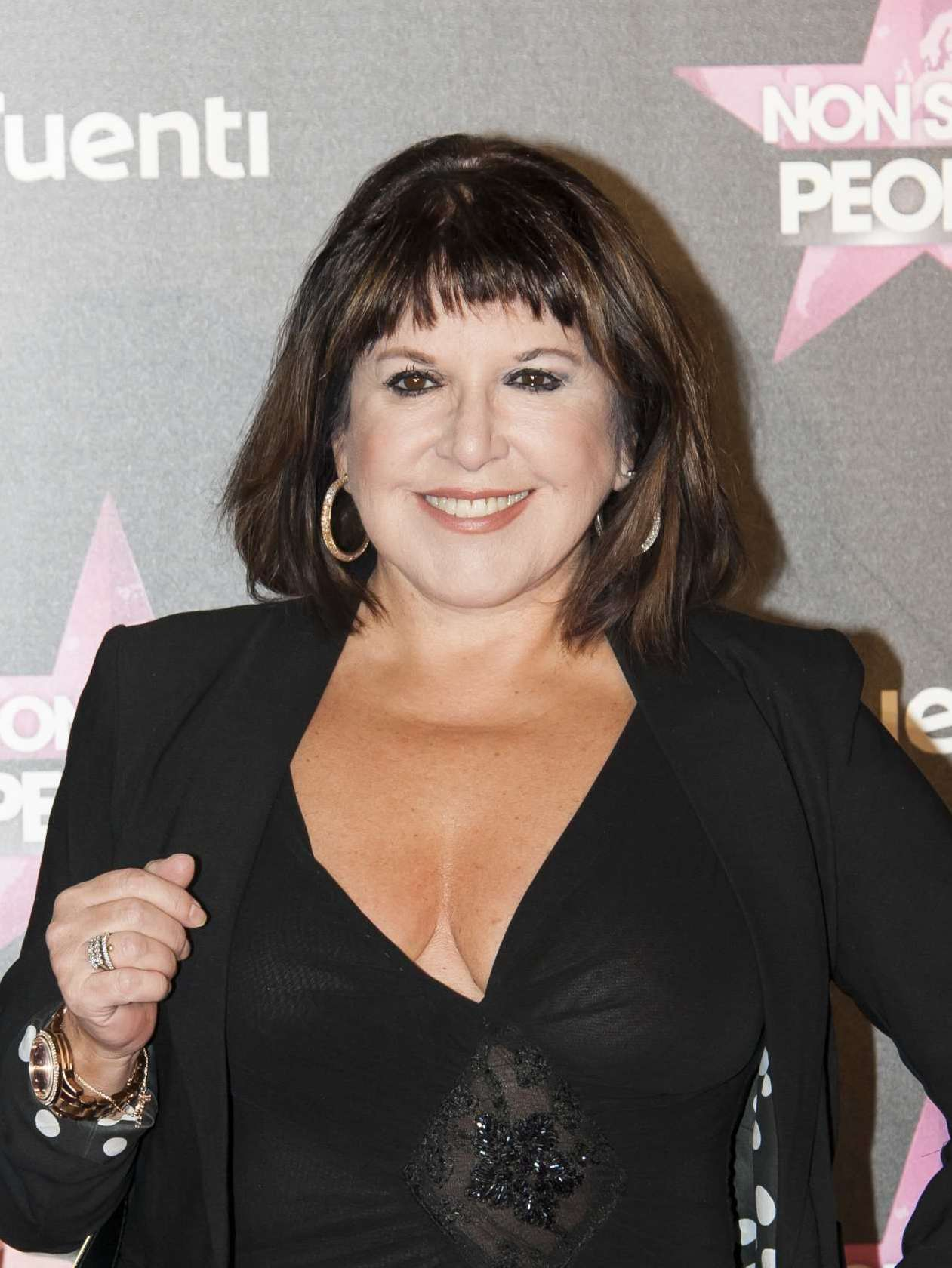
Loles León (2015)

Loles León (* 1. August 1950 in Barcelona; eigentlich María Dolores León Rodríguez) ist eine spanische Schauspielerin.
León wurde in den Jahren 1991 (¡Átame!), 1997 (Libertarias) und 1999 (La niña de tus ojos) jeweils für den Goya als beste Nebendarstellerin nominiert, ohne den Preis gewinnen zu können.

## Filmografie (Auswahl)
- 1988: Frauen am Rande des Nervenzusammenbruchs (Mujeres al borde de un ataque de nervios)
- 1990: Fessle mich! (¡Átame!)
- 1994: Im Sog der Leidenschaft (La Pasión turca)
- 1996: Libertarias
- 1998: Das Mädchen deiner Träume (La niña de tus ojos)
- 2002: Sprich mit ihr (Habla con ella)